# Municipio de Rapidan
El municipio de Rapidan (en inglés: Rapidan Township) es un municipio ubicado en el condado de Blue Earth en el estado estadounidense de Minnesota. En el año 2010 tenía una población de 1101 habitantes y una densidad poblacional de 11,91 personas por km².

## Geografía
El municipio de Rapidan se encuentra ubicado en las coordenadas 44°3′23″N 94°3′48″O / 44.05639, -94.06333. Según la Oficina del Censo de los Estados Unidos, el municipio tiene una superficie total de 92.47 km², de la cual 90,94 km² corresponden a tierra firme y (1,66 %) 1,53 km² es agua.

## Demografía
Según el censo de 2010, había 1101 personas residiendo en el municipio de Rapidan. La densidad de población era de 11,91 hab./km². De los 1101 habitantes, el municipio de Rapidan estaba compuesto por el 99,64 % blancos, el 0,27 % eran asiáticos y el 0,09 % eran de una mezcla de razas. Del total de la población el 0,82 % eran hispanos o latinos de cualquier raza.